# Cooperativa de crèdit

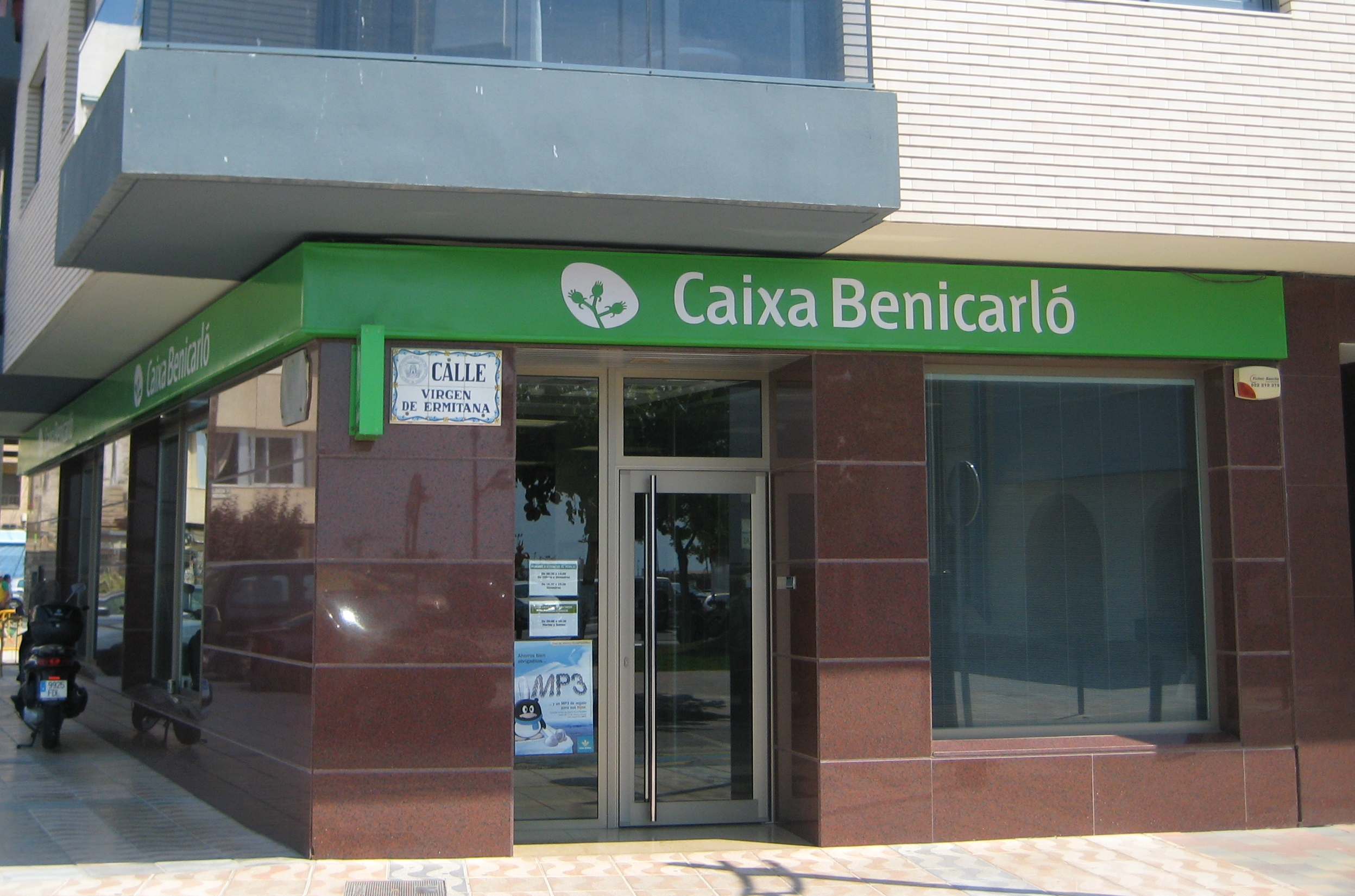
Oficina de Caixa Benicarló a Peníscola.

Una cooperativa de crèdit és una cooperativa financera de dipòsit. Les caixes rurals són també cooperatives de crèdit.
Segons la llei de cooperatives de Catalunya:
| « | Les cooperatives de crèdit tenen per objecte exclusiu servir les necessitats de finançament i potenciació dels estalvis de llurs socis, primordialment, i de tercers, en la mesura que la normativa específica aplicable ho autoritzi, mitjançant les activitats pròpies de les entitats de crèdit. | » |

## Cooperatives de crèdit als Països Catalans
Una vintena de caixes rurals van iniciar un procés d'agrupació mitjançant la constitució d'un grup cooperatiu anomenat Caixes Rurals del Mediterrani. Les caixes marcades amb un asterisc corresponen a caixes rurals que formen part d'aquest grup que és operatiu des del segons semestre del 2010. Les caixes marcades amb dos asteriscs formen part del grup cooperatiu Cajamar.
| Catalunya Nord | Catalunya Nord | Catalunya Nord                   | Catalunya Nord       | Catalunya Nord                                                          |
| N              | N              | Nom                              | Seu                  | Lloc web                                                                |
| -------------- | -------------- | -------------------------------- | -------------------- | ----------------------------------------------------------------------- |
| 1              | 1              | Crédit Agricole Sud Mediterranée | Perpinyà             | http://www.ca-sudmed.com/                                               |
| Catalunya      |                |                                  |                      |                                                                         |
| N              | N              | Nom                              | Seu                  | Lloc web                                                                |
| 2              | 1              | Caixa d'Enginyers                | Barcelona            | http://www.caixa-enginyers.com/                                         |
| 3              | 2              | Caixa Guissona                   | Guissona             | https://www.caixaguissona.com/                                          |
| 4              | 3              | Caixa Rural Castelldans          | Castelldans          |                                                                         |
| País Valencià  |                |                                  |                      |                                                                         |
| N              | N              | Nom                              | Seu                  | Lloc web                                                                |
| 5              | 1              | Caixa Almassora                  | Almassora            | http://www.caixalmassora.net/                                           |
| 6              | 2              | Caixa Alqueries*                 | Alqueries            | http://www.caixalqueries.com/                                           |
| 7              | 3              | Caixa Callosa*                   | Callosa d'en Sarrià  |                                                                         |
| 8              | 4              | Caixa Petrer**                   | Petrer               | http://www.caixapetrer.com/                                             |
| 9              | 5              | Caixa Popular                    | Paterna              | http://www.caixapopular.com/                                            |
| 10             | 6              | Caixa Vinaròs                    | Vinaròs              | http://www.caixaruralvinaros.com/ Arxivat 2011-09-26 a Wayback Machine. |
| 11             | 7              | Caixa Rural Altea*               | Altea                | http://www.caixaltea.com/ Arxivat 2012-01-07 a Wayback Machine.         |
| 12             | 8              | Caixa Rural Alcora               | L'Alcora             |                                                                         |
| 13             | 9              | Caixa Rural Benicarló            | Benicarló            | http://www.caixabenicarlo.com/                                          |
| 14             | 10             | Caixa Rural Betxí                | Betxí                |                                                                         |
| 15             | 11             | Caixa Rural Burriana*            | Borriana             |                                                                         |
| 16             | 12             | Caixa Rural Castelló             | Castelló de la Plana |                                                                         |
| 17             | 13             | Caixa Rural d'Albalat**          | Albalat dels Sorells | http://www.caixalbalat.es/                                              |
| 18             | 14             | Caixa Rural de l'Alcúdia         | L'Alcúdia            | http://www.cralcudia.es/                                                |
| 19             | 15             | Caixa Rural d'Algemesí           | Algemesí             |                                                                         |
| 20             | 16             | Caixa Rural d'Almenara*          | Almenara             | http://www.caixalmenara.com/ Arxivat 2011-01-28 a Wayback Machine.      |
| 21             | 17             | Caixa Rural La Vall              | La Vall d'Uixó       | http://www.caixarurallavall.com/ Arxivat 2012-04-23 a Wayback Machine.  |
| 22             | 18             | Caixa Rural Les Coves de Vinromà | Les Coves de Vinromà |                                                                         |
| 23             | 19             | Caixa Rural Nules*               | Nules                |                                                                         |
| 24             | 20             | Caixa Rural d'Onda               | Onda                 |                                                                         |
| 25             | 21             | Caixa Rural Sant Vicent Ferrer   | La Vall d'Uixó       |                                                                         |
| 26             | 22             | Caixa Rural Torrent*             | Torrent              | http://www.ruraltorrent.com/                                            |
| 27             | 23             | Caixa Rural Turis**              | Torís                | http://www.caixaturis.com/                                              |
| 28             | 24             | Caixa Rural Vilafamés*           | Vilafamés            |                                                                         |
| 29             | 25             | Caixa Rural Vila-real            | Vila-real            | http://www.caixaruralvila-real.com/                                     |
| 30             | 26             | Caixa Rural Vilavella*           | La Vilavella         |                                                                         |
| 31             | 27             | Crèdit València*                 | València             | http://www.credit.es/ Arxivat 2011-01-30 a Wayback Machine.             |
| 32             | 28             | Caja Rural Chilches*             | Xilxes               |                                                                         |
| 33             | 29             | Caja Rural de Albal              | Albal                |                                                                         |
| 34             | 30             | Caja Rural de Alginet*           | Alginet              |                                                                         |
| 35             | 31             | Caja Rural de Casinos**          | Casinos              | http://www.cajacasinos.com/ Arxivat 2021-11-26 a Wayback Machine.       |
| 36             | 32             | Caja Rural del Mediterráneo*     | València             |                                                                         |
| Illes Balears  |                |                                  |                      |                                                                         |
| N              | N              | Nom                              | Seu                  | Lloc web                                                                |
| 37             | 1              | Caixa Rural de Balears**         | Palma                |                                                                         |